# ويليس جورج إيمرسون
ويليس جورج إيمرسون (بالإنجليزية: Willis George Emerson)‏ هو سياسي أمريكي، ولد في 1856، وتوفي في 1918.